# Antoine V de Gramont
Pour les articles homonymes, voir Gramont.
Antoine V de Gramont (15 novembre 1671 - 16 septembre 1725), duc de Guiche, puis 4e duc de Gramont, prince de Bidache, vice-président du Conseil de la guerre (1715-1718), maréchal de France en 1724, gouverneur et lieutenant-général pour le Roi en ses royaume de Navarre et pays souverain de Béarn, gouverneur des ville et châteaux de Bayonne et de Pau.

## Biographie

### Une carrière militaire
Issu de la Maison de Gramont, il est le fils d'Antoine-Charles de Gramont 3e duc de Gramont, et de sa première épouse, Marie-Charlotte de Castelnau.
Ses deux grands-pères, Antoine III de Gramont, 2e duc de Gramont, et Jacques de Castelnau, furent maréchaux de France.
il devient mousquetaire à l'âge de treize ans.
En 1688, il sert au siège de Philippsburg où il reçoit les propositions de capitulation. Il se trouve à la bataille de Walcourt où son cheval est tué sous lui. Il combat à Fleurus, Liège, Leuze, Namur, Tongres, Huy, Neerwinden, Charleroi. Il est fait Maréchal de camp en 1694.
En 1696, il est au service de maréchal Catinat, et du maréchal Boufflers. Colonel général des dragons en 1702. Il est envoyé à Philippe V d'Espagne en 1705. Il participe à la bataille de Ramillies, commande à Lille, est blessé à la bataille de Malplaquet.
En 1712, il devient lieutenant général de Bayonne et lieutenant général et gouverneur de Navarre et de Béarn. Il sert en 1713 au siège de Landau, à celui de Fribourg.

### Vice-président du Conseil de la guerre de la Polysynodie
De 1715, à 1718, il est vice-président du Conseil de la guerre, un des conseils de la Polysynodie.
Saint-Simon ne l'estime guère et le dépeint comme un  imbécile sans scrupule :

« Avec moins d'esprit qu'il n'est possible de l'imaginer, fort peu de sens, une parfaite ignorance, une longue et cruelle indigence et de grands airs, et un usage du monde lui avoient appris à se retourner. Valet des bâtards avec la dernière bassesse, qui comptoient sur lui, et de toute faveur, comme les Noailles, ses beau-père et beau-frère, il sut dans les dernières semaines de la vie du roi, faire accroire à M. le duc d'Orléans, qu'il se tenoit caché pour éviter de recevoir des ordres qui lui fussent contraires [...]. Du reste, inepte à tout, payant de grandes manières et de sottise, il n'eut de dupe que le régent du royaume »

.
Pourtant, force est de constater qu'il remplit ses fonctions. Il remplace le président, Villars, quand ce dernier rejoint son gouvernement en Provence. Sa collaboration avec Villars se passe dans des conditions acceptables. En effet, il informe scrupuleusement Villars, même s'il a sûrement été nommé à ce poste par le Régent pour le surveiller. En 1718, le Conseil de la guerre devient, selon le mot de Saint-Simon, « une pétaudière » où se multiplient les querelles de préséance tandis que son activité décline considérablement, que ce soit en termes de fréquence des réunions ou de volume des affaires traitées. Finalement, le 24 septembre 1718, le Régent met fin à la polysynodie et le Conseil de la guerre est supprimé par une simple lettre du Régent à son président, comme les autres conseils.

### Maréchal de France
En 1720, Antoine de Gramont reçoit le titre de  duc de Gramont.
Il est l’un des huit directeurs de la compagnie des Indes.
Il est fait maréchal de France en 1724. Âgé de 52 ans, il est alors le benjamin de cette promotion de maréchaux  de France. Il meurt dans son  hôtel à Paris, rue Neuve-Saint-Augustin, l'année suivante, le 16 septembre 1725.

### Mariage et descendance
Les 12 et 13 mars 1687, il épouse Marie Christine de Noailles, dame d'Olonne, (4 août 1672 - Paris, 14 février 1748), fille de Anne Jules de Noailles, 2e duc de Noailles, pair de France, chevalier des ordres du Roi, capitaine des Gardes du corps de sa majesté, gouverneur et lieutenant général des pays et comté de Roussillon, gouverneur des ville et citadelle de Perpignan, commandant pour le Roi en la province de Languedoc, lieutenant général des armées du Roi, maréchal de France en 1693, et de Marie-Françoise de Bournonville. Ils seront les parents de :
- Antoine VI de Gramont, duc de Louvigny, puis 5e duc de Gramont[5] (20 mars 1688 - Paris, 16 mai 1741), marié en 1710 avec Louise Françoise d'Aumont de Crevant d'Humières (1691-1742), dont postérité éteinte ;
- Louis de Gramont, 6e duc de Gramont après son frère (Paris, 29 mai 1689 - Bataille de Fontenoy, 11 mai 1745), marié en 1720 avec Geneviève de Gontaut Biron (1696-1756), dont postérité qui continue la lignée des ducs de Gramont ;
- Marie-Adélaïde de Gramont (Versailles, 1er mars 1700 - Paris, 20 août 1740), mariée en 1715 avec François-Armand de Gontaut-Biron, alors brigadier des armées du Roi, frère de Geneviève, supra, fils de Charles-Armand de Gontaut-Biron, duc de Biron et pair de France en 1723, lieutenant général des armées du Roi, maréchal de France en 1734, et de Marie Antonine de Bautru. dont une fille, Louise Antonine de Gontaut Biron, mariée en 1732 avec François César Le Tellier, marquis de Courtanvaux, dont postérité ;
- Louis François de Gramont, chevalier de Malte (16 juillet 1708 - 11 août 1714) ;
- Catherine-Charlotte-Thérèse de Gramont (1707 - Paris, 21 mars 1755), mariée en 1719 avec Philippe-Alexandre, prince de Bournonville (mort en 1727). En 1727 elle se remarie avec Jacques-Louis de Rouvroy, duc de Ruffec, mort à Paris le 16 juillet 1746, fils de Louis de Rouvroy, duc de Saint-Simon[6], le mémorialiste, et de Marie Gabrielle de Durfort de Lorge. De son second mariage, elle laisse une fille, la princesse de Monaco, sans descendance[7].